# SBT Notícias Breves
SBT Notícias Breves foi um noticiário brasileiro produzido pelo SBT. Era exibido em boletins durante a programação do canal, onde entre seus temas constavam assuntos policiais, curiosidades, entretenimento, esportes e política. O programa tinha a apresentação de Cynthia Benini e Analice Nicolau, oriundas da 1ª edição do Jornal do SBT, e tinha a duração de no mínimo 2 minutos.
O SBT anunciou, em comunicado oficial enviado à imprensa no dia 4 de agosto de 2005, que o boletim seria extinto no dia seguinte, em detrimento da reformulação geral que o jornalismo da emissora passava.

## Exibição
Mostrado em flashes durante todo o dia nos intervalos da programação, o noticiário foi apelidado de "Jornal das Pernas" porque concomitantemente às notícias mostrava as cruzadas de pernas das apresentadoras, muitas vezes trajando saias curtas sob uma bancada de vidro vazada.
Tirado do ar com a chegada do novo jornalismo ao SBT, encabeçado pela ex-apresentadora da Rede Globo Ana Paula Padrão, as duas apresentadoras saíram da grade mas ficaram na "geladeira" da emissora. Nesse mesmo período, os colunistas Denise Campos de Toledo (economia), José Nêumanne Pinto (política) e Daniela Freitas (esportes) também foram dispensados do Jornal do SBT, de Hermano Henning.